# Psilanteris indica
Psilanteris indica är en stekelart som beskrevs av Mani 1975. Psilanteris indica ingår i släktet Psilanteris och familjen Scelionidae. Inga underarter finns listade i Catalogue of Life.